# 金蟾

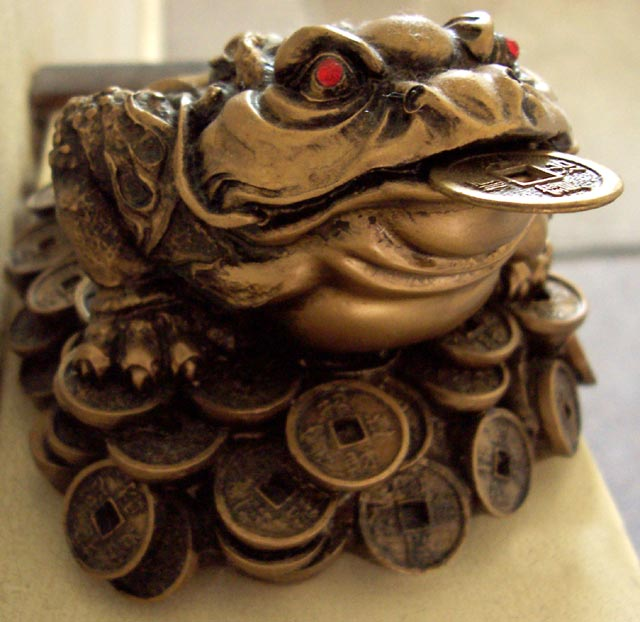
金蟾

金蟾，是中國神話中一隻三足蟾蜍，被視為招財之物，常用作建築裝飾和擺設。

## 傳說
传奇中，劉海蟾收伏了能吐金钱的千年金蟾。刘海走到哪里，就把钱撒到哪里，周济穷人，民间有“刘海戏金蟾，一步一吐钱”之说。
中國神話：刘海之親人为官甚贪，但因尚知禮佛、修道，死后未被貶入地獄，而是被化作三足蟾投入東海之中，歸龍王管轄。刘海得道后之後，以一串金钱钓三足蟾出離東海，（盖因三足蟾性贪，见金钱便咬）负于肩上，是为「刘海戏金蟾」。